# Liste des cardinaux créés par Grégoire IX
Le pape Grégoire IX (1227-1241) a créé 16 cardinaux dans cinq consistoires.

## 18 septembre1227
- Jean Halgrin,  patriarche latin de  Constantinople
- Goffredo Castiglioni, futur pape Célestin IV
- Rinaldo Conti di Segni, futur pape Alexandre IV
- Sinibaldo Fieschi, futur pape Innocent IV
- Barthélemy, évêque de  Chálons-sur-Marne
- Oddone de Monferrato, chapelain du pape

## Décembre1228
- Jacques de Vitry, évêque d'Acre
- Niccolò Conti di Segni

## Septembre1231
- Giacomo Pecorara
- Simon de Sully
- Raymond de Pons

## 1237
- Riccardo Annibaldi
- François Cassard
- Guy

## 1239
- Robert Somercotes
- Raymond Nonnat